# Koeripur
Koeripur là một thị xã và là một nagar panchayat của quận Sultanpur thuộc bang Uttar Pradesh, Ấn Độ.

## Nhân khẩu
Theo điều tra dân số năm 2001 của Ấn Độ, Koeripur có dân số 7268 người. Phái nam chiếm 51% tổng số dân và phái nữ chiếm 49%. Koeripur có tỷ lệ 56% biết đọc biết viết, thấp hơn tỷ lệ trung bình toàn quốc là 59,5%: tỷ lệ cho phái nam là 65%, và tỷ lệ cho phái nữ là 47%. Tại Koeripur, 19% dân số nhỏ hơn 6 tuổi.